# Justin Halpern
Justin Samuel Halpern (nascido em 3 de setembro de 1980, em San Diego, Califórnia, Estados Unidos) é um escritor estadunidense, que ficou famoso pelo seu perfil na rede social Twitter "@shitmydadsays", que possui mais de dois milhões e novecentos mil seguidores. O seu perfil na rede social deu origem a um livro denominado Sh*t My Dad Says, que foi um bestseller número um do jornal The New York Times, e também à uma série de televisão, $#*! My Dad Says, da qual ele foi um dos criadores e escritores.
Em 2012 escreve o livro "Quando te casares a tua mulher vai ver-te o pénis" , aonde faz uma retrospectiva da sua vida social e do seu percurso sexual e romântico, aonde relata as suas tentativas apara arranjar namoradas e perder a virgindade, para finalmente encontrar a sua cara-metade, Amanda. Tudo isto, premiado e acompanhado pelo conselhos muito originais do pai.